# Reinhold Enqvist
Johan Reinhold Enqvist, född 9 december 1881, död 17 januari 1940, var en finlandssvensk industriman och verkställande direktör för J.W. Enqvist Aktiebolag i Tammerfors-Näsijärvi området. 

## Biografi
Reinhold Enqvist blev student i Tavastehus, bedrev ekonomistudier i Zürich 1901–03, praktiserade i Holland 1903 och bedrev språkstudier i England 1904. Han blev efter faderns död VD för det nybildade familjeföretaget J.W. Enqvist Ab som grundades för att förvalta och utveckla faderns affärer främst bestående av sågverk och ett pappersbruk. 
Under Reinhold Enqvists tid byggdes träsliperiet i Killinkoski i Virdois socken, sulfitcellulosafabriken i Lielahti i Ylöjärvi socken samt tjär-, och terpentinfabriken i Murole i Ruovesi socken. Företaget såldes 1930 till franska Société F. Béghin som 1965 sålde det vidare till G.A. Serlachius Oy. Reinhold Enqvist grundade sedan Nordens största rävfarm på Honkasalo gård som han arrenderade av J.W. Enqvist Ab invid Lielahti utanför Tammerfors.